# Goura Nataraj
Jorge Gomes de Oliveira Brand, mais conhecido como Goura (Curitiba, 5 de novembro de 1979), é um cicloativista, filósofo, professor de ioga e atualmente exerce mandato de deputado estadual pelo Partido Democrático Trabalhista (PDT) na Assembleia Legislativa do Paraná (Alep), no Brasil.
Defende as causas da mobilidade, meio ambiente, agricultura urbana, alimentação consciente, parto humanizado, cultura da paz, redução de resíduos, direitos humanos, acessibilidade e valorização dos serviços e servidores públicos.

## Formação e atuação
Filho da médica Margarida de Oliveira e do poeta jornalista Jaques Brand, é pai de duas filhas, Sofia e Tulasi. 
Na adolescência se interessa pela contracultura. Aos 18 anos, faz sua primeira viagem à Índia e aprofunda os estudos do ioga, sânscrito e cultura da paz. É assim que ganha o nome Goura Nataraj. 
De volta ao Brasil, completa sua graduação e mestrado em Filosofia na Universidade Federal do Paraná (UFPR), onde estudou a obra de Artur Schopenhauer. Dedicou-se também ao estudo do Grego e Sânscrito, além de tornar-se professor de ioga. Publicou o livro O Grande Meio Dia, em 2013, um apanhado de ensaios críticos que combinam o yoga ao pensamento ocidental.

### Coletivo Interlux
Começa a colocar suas ideias em prática com os ativistas do Coletivo Interlux com ações como Jardinagem Libertária, Música Para Sair da Bolha e a primeira Bicicletada de Curitiba. Em 2007, pinta a primeira ciclofaixa da cidade – sendo multado por crime ambiental pela prefeitura. 

### Co-fundador da CicloIguaçu
Em 2011, é co-fundador da Associação de Ciclistas do Alto Iguaçu, que teve papel fundamental na criação do Plano Cicloviário de Curitiba e nos diversos investimentos cicloviários que a cidade recebeu durante a gestão 2013-2016.

### Jardim de Sofia e Praça de Bolso do Ciclista
Em 2012, cria o Jardim de Sofia, um espaço comunitário às margens do Rio Belém. Em 2014, junto a dezenas de pessoas, constrói a Praça de Bolso do Ciclista - a primeira da cidade feita coletivamente.

## Atuação política

### Eleições de 2014
Em 2014, Goura é candidato a deputado federal pelo Partido Verde (PV). Com as pautas da mobilidade, meio ambiente, parto humanizado, arte e cultura. Com uma campanha colaborativa feita por dezenas de pessoas, consegue 13.265 votos, não sendo eleito.

### Assessor de mobilidade na Secretaria de Trânsito de Curitiba
Em 2015, é convidado pelo então prefeito Gustavo Fruet para ser assessor de mobilidade na Secretaria de Trânsito de Curitiba. Em apenas um ano, participa da criação das áreas e vias calmas da cidade, de dezenas de quilômetros de estrutura cicloviária e centenas de paraciclos. 

### Vereador de Curitiba
Após o ingresso de Alvaro Dias no PV, Goura desfiliou-se do partido. Em 2016, foi candidato a vereador de Curitiba pelo Partido Democrático Trabalhista (PDT). Foi eleito com 6.657 votos.
Logo que entra na Câmara torna-se uma das principais vozes da oposição à gestão do prefeito Rafael Greca. No segundo semestre, é escolhido líder da oposição e intensifica a fiscalização do Executivo, denunciando com rigor o arbítrio do prefeito e a falta de independência da Câmara. Com seis meses de mandato, enfrenta a bancada do prefeito ao se opor ao projeto que cortou direitos dos servidores por um suposto ajuste fiscal da prefeitura. Desde então, a defesa dos servidores passou a ser uma das principais causas defendidas pelo seu mandato.

### Deputado Estadual
Eleito para exercer mandato na Assembleia Legislativa do Paraná (Alep), durante as eleições de 2018 pelo PDT com 37.366 votos, o mais votado de sua coligação.  Foi o único vereador de Curitiba a se eleger deputado, dentre os 19 que se candidataram a deputado estadual ou federal. 
No início do mandato, foi eleito presidente da Comissão de Ecologia, Meio Ambiente e Proteção aos Animais da Alep. Assumiu a liderança do PDT na casa.
Em 2024, foi um dos 13 parlamentares que votaram contra o projeto do governador Ratinho Júnior que privatiza a gestão das escolas públicas do Paraná.

### Candidato à prefeitura de Curitiba
Em outubro de 2019, se colocou como pré-candidato à prefeitura de Curitiba pelo PDT. Entretanto, abriu mão da candidatura em agosto de 2020, apoiando a indicação de Gustavo Fruet.
Na véspera da convenção municipal do PDT, o deputado Fruet, então pré-candidato do partido, declinou da candidatura alegando falta de financiamento para a campanha. Durante a convenção, o nome de Goura foi escolhido como candidato a prefeito pelo PDT. A jornalista Ana Lucia Moro, foi confirmada como vice candidata na chapa.
Goura acabou em segundo lugar na disputa, com 110.997 votos recebidos, ou seja, 13,26% dos votos válidos. Rafael Greca (DEM) acabou reeleito no primeiro turno com 59,74%.

## Desempenho eleitoral
| Ano  | Eleição                | Partido | Candidato a                                  | Votos        | %      | Resultado  | Ref    |
| ---- | ---------------------- | ------- | -------------------------------------------- | ------------ | ------ | ---------- | ------ |
| 2014 | Estaduais do Paraná    | PV      | Deputado federal                             | 13.265       | 0,23%  | Não Eleito | [ 27 ] |
| 2016 | Municipal de Curitiba  | PDT     | Vereador                                     | 6.573        | 0,23%  | Eleito     | [ 28 ] |
| 2018 | Estaduais do Paraná    | PDT     | Deputado estadual                            | 37.365       | 0,66%  | Eleito     | [ 29 ] |
| 2020 | Municipal de Curitiba  | PDT     | Prefeito                                     | 110.977 (2°) | 13,26% | Não eleito | [ 30 ] |
| 2022 | Estaduais do Paraná    | PDT     | Deputado Estadual                            | 46.227       | 0,76%  | Eleito     | [ 31 ] |
| 2024 | Municipais de Curitiba | PDT     | Vice - prefeito Titular: Luciano Ducci (PSB) | 181.770 (3°) | 19,44% | Não eleito | [ 32 ] |